# MyStromer AG

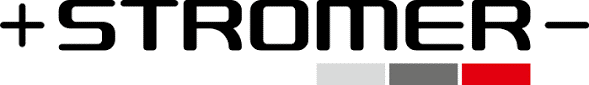

myStromer AG, con sede en Oberwangen Berna, es un fabricante suizo de bicicletas eléctricas de la marca Stromer. La empresa es líder del mercado de S-Pedelecs en Bélgica, Suiza y los Países Bajos.

## Historia
Thomas Binggeli fundó myStomer AG en 2010 después de desarrollar una bicicleta eléctrica rápida, la Stromer V1 con tracción trasera, un año antes. En 2011, la ST1 salió al mercado como una Pedelec rápida con una batería en el tubo inferior. Desde 2011, Stromer perteneció al fabricante suizo de bicicletas BMC Switzerland AG, y las ventas se expandieron a Europa y EE. UU. En 2013 se abrió la oficina central en Oberwangen, cerca de Berna. El modelo ST2 presentado en 2014 fue la primera bicicleta eléctrica que se podía conectar a un teléfono inteligente a través de la plataforma OMNI basada en la web. El ST2 fue u. a. honrado con el Red Dot Design Award y el IF Design Award. En 2017, Stromer volvió a independizarse y desde entonces no forma parte de la empresa matriz BMC.
Con casi el 40%, Stromer tiene casi una posición dominante en los Países Bajos.